# 城巴780線
城巴780線是由城巴營辦的一條路線，來往柴灣（東）及中環碼頭。而城巴780P線是780的特別路線，祇於平日早上繁忙時間由興華邨單向開往中環碼頭。

## 歷史
- 1984年6月8日：780投入服務，配合東區走廊首期（維園道至太古城一段）通車。當時中環總站位於永和街。
- 1985年6月22日：總站由柴灣新廈街遷往柴灣東總站。
- 1985年7月26日：配合東區走廊第2期（太古城至筲箕灣一段）通車，星期一至六早上繁忙時間改經該段東區走廊。不再途經西灣河及筲箕灣。
- 1990年4月1日：延長至小西灣總站（即小西灣商場旁）。
- 1992年10月：增設空調服務。同年10月23日改為每日早上至傍晚服務。
- 1994年6月19日：改為每日早上至午夜服務。
- 1994年8月7日：假日班次不再途經太古城及筲箕灣。
- 1998年9月1日：由城巴取代中華巴士經營及改為全空調服務。
- 1999年7月5日：小西灣總站遷往對面總站。
- 2001年7月22日：小西灣總站遷往藍灣半島。
- 2003年4月28日：中環總站遷往中環渡輪碼頭。
- 2004年5月31日：780線總站縮短至柴灣東總站。同日起，780P投入服務，並取代新巴781線服務。
- 2006年2月11日：配合新巴8號線改經東區走廊，780線往中環方向不再經內告士打道，而780P則改經內告士打道。
- 2012年1月1日，節日特別路線780R投入服務，取道780線未縮短至柴灣（東）前的路線行走，往後的元旦日再沒有提供服務。
- 2017年12月15日：增設實時抵站時間查詢服務。

## 服務時間及班次
780
| 柴灣（東）開     | 柴灣（東）開 | 柴灣（東）開 | 中環碼頭開       | 中環碼頭開  | 中環碼頭開   |
| 日期             | 服務時間     | 班次（分鐘） | 日期             | 服務時間    | 班次（分鐘） |
| ---------------- | ------------ | ------------ | ---------------- | ----------- | ------------ |
| 星期一至五       | 05:35-06:50  | 15           | 星期一至五       | 06:15-06:35 | 20           |
| 星期一至五       | 06:50-08:00  | 10           | 星期一至五       | 06:35-07:20 | 15           |
| 星期一至五       | 08:11、08:22 | 08:11、08:22 | 星期一至五       | 07:20-08:05 | 20/25        |
| 星期一至五       | 08:35-10:50  | 15           | 星期一至五       | 08:05-16:30 | 15-20        |
| 星期一至五       | 10:50-16:30  | 20           | 星期一至五       | 16:30-19:55 | 10-13        |
| 星期一至五       | 16:30-17:00  | 15           | 星期一至五       | 19:55-20:10 | 15           |
| 星期一至五       | 17:00-23:20  | 20           | 星期一至五       | 20:10-00:30 | 20           |
| 星期六           | 05:35-06:50  | 15           | 星期六           | 06:15-07:30 | 25           |
| 星期六           | 06:50-07:50  | 20           | 星期六           | 07:10-16:10 | 20           |
| 星期六           | 07:50-09:20  | 15           | 星期六           | 16:10-19:10 | 15           |
| 星期六           | 09:20-11:00  | 20           | 星期六           | 19:10-00:30 | 20           |
| 星期六           | 11:00-14:00  | 15           |                  |             |              |
| 星期六           | 14:00-20:00  | 20           |                  |             |              |
| 星期六           | 20:00-23:20  | 25           |                  |             |              |
| 星期日及公眾假期 | 05:35-09:55  | 20           | 星期日及公眾假期 | 06:15-06:55 | 20           |
| 星期日及公眾假期 | 09:55-12:55  | 15           | 星期日及公眾假期 | 07:20       | 07:20        |
| 星期日及公眾假期 | 12:55-21:15  | 20           | 星期日及公眾假期 | 07:45-17:05 | 20           |
| 星期日及公眾假期 | 21:15-23:20  | 25           | 星期日及公眾假期 | 17:05-17:50 | 15           |
|                  |              |              | 星期日及公眾假期 | 17:50-00:30 | 20           |

780P
- 興華邨開：
  - 星期一至六：07:15、07:35、07:55、08:15、08:35

星期日及公眾假期不設服務

## 收費
780(P)
全程：$8.1
- 過東區走廊後往中環碼頭：$4.4
- 過東區走廊後往柴灣（東）：$4.0（只適用於780線）

| - 本線設有12歲以下小童及65歲或以上長者半價優惠。 - 65歲或以上香港居民使用「樂悠咭」，以及12歲以下合資格殘疾兒童使用「殘疾人士身份」個人八達通繳付車資，均可享有每程$2.0或半價（以較低者為準）的票價優惠；12至64歲合資格殘疾人士使用「殘疾人士身份」個人八達通（包括「樂悠咭」），以及60至64歲香港居民使用「樂悠咭」繳付車資，均可享有每程$2.0或全費（以較低者為準）的票價優惠。 - 65歲或以上長者如使用長者或一般個人八達通繳付車資，則只可享有半價優惠；12至64歲合資格殘疾人士如不使用「殘疾人士身份」個人八達通，以及60至64歲人士如不使用「樂悠咭」繳付車資，必須繳付全費。 - 乘客可以現金或八達通於上車時付款，不設找續。 - 每位成人乘客可免費攜帶最多兩名4歲以下而不佔座位的兒童乘客乘車，超額之4歲以下小童必須繳付小童車費乘車。 - 九龍巴士、城巴及龍運巴士全職員工及家屬（不包括外判職員）可免費乘搭本路線，惟必須拍職員或職員家屬八達通。 - 乘客亦可使用AlipayHK「易乘碼」、支付寶、WeChatHK／微信支付「搭車碼」、銀聯雲閃付「乘車碼」及BOC Pay「乘車碼」、具有感應式支付功能的VISA、Mastercard及銀聯卡，以及Apple Pay、Google Pay及Samsung Pay流動支付平台繳付車資。使用此支付方式的乘客可享有中途下車之分段收費，以及與其他城巴獨營路線或聯營線城巴班次之轉乘優惠，惟不適用於與非城巴路線之轉乘優惠。乘客亦不能享有「公共交通費用補貼計劃」及「長者及合資格殘疾人士公共交通票價優惠計劃」。 |

### 八達通轉乘優惠
乘客登上本線後指定時間內以同一張八達通卡轉乘以下路線，或從以下路線登車後指定時間內以同一張八達通卡轉乘本線，次程可獲車資折扣優惠：
780←→小西灣及興華邨路線，轉乘時限為90分鐘
- 780往柴灣（東） → 81往興華邨、8P、8X、82、788或789往小西灣，次程車資全免
- 8P往灣仔碼頭、8X往跑馬地、81往勵德邨或82往北角碼頭 → 780往中環碼頭，回贈首程車資
- 788往中環或789往金鐘 → 780往中環碼頭，次程車資全免

780←→A11，兩程總車資$45
- 780往中環碼頭 → A11往機場，轉乘時限為90分鐘
- A11往北角碼頭 → 780往柴灣（東），次程車資全免，轉乘時限為120分鐘

- 780往中環碼頭 → 5X、18、18P、18X往堅尼地城，次程車資減$2.7或$2.8，轉乘時限為90分鐘

788←→5X、18、18P或18X，兩程總車資$10.7
- 780往中環碼頭 → 5X、18(P/X)往堅尼地城，轉乘時限為90分鐘
- 5X往銅鑼灣，18(P/X)往北角或筲箕灣 → 780往柴灣（東），轉乘時限為90分鐘

## 使用車輛
本路線途經的柴灣道，斜度達到1:10，為大嶼山郊區道路以外的另一「天險」，但較香港仔水塘道的1:5斜度為平坦及寬闊，可以採用12米雙層巴士，因此當年中巴在用車上稍受到限制，而中巴適合行走柴灣道的巴士有丹尼士禿鷹（長至12米版本均可）、丹尼士喝采和利蘭勝利二型。當城巴接手後，空調巴士很多都只是作1:10的上斜設計，並不是佳牌阿拉伯五型和勝利二型這些「上斜專家」可以比擬的，因此城巴主要使用丹尼士巨龍12米空調巴士（8XX）行走。
因應丹尼士巨龍於2015年全數退役，現城巴已主要改用亞歷山大丹尼士Enviro 500 12米空調巴士（8128-8319）及亞歷山大丹尼士Enviro 500 MMC12/12.8米（8320-8490/63XX-64XX）行走。

## 行車路線
780
柴灣（東）開經：安業街、豐業街、常安街、柴灣道、環翠道、柴灣道、東區走廊、維園道、告士打道、夏愨道、紅棉路支路、琳寶徑、遮打道、昃臣道、干諾道中、民光街及民耀街。
中環碼頭開經：民耀街、民祥街、隧道、干諾道中、林士街、德輔道中、畢打街、干諾道中、夏愨道、告士打道、菲林明道、鴻興道、天橋、告士打道、維園道、東區走廊、柴灣道、環翠道、柴灣道、新業街及安業街。
780P
經：興華邨通道、翡翠道、環翠道、柴灣道、康民街、柴灣道、東區走廊、維園道、內告士打道、告士打道、夏愨道、紅棉路、紅棉路支路、琳寶徑、遮打道、昃臣道、干諾道中、民光街及民耀街。

### 沿線車站

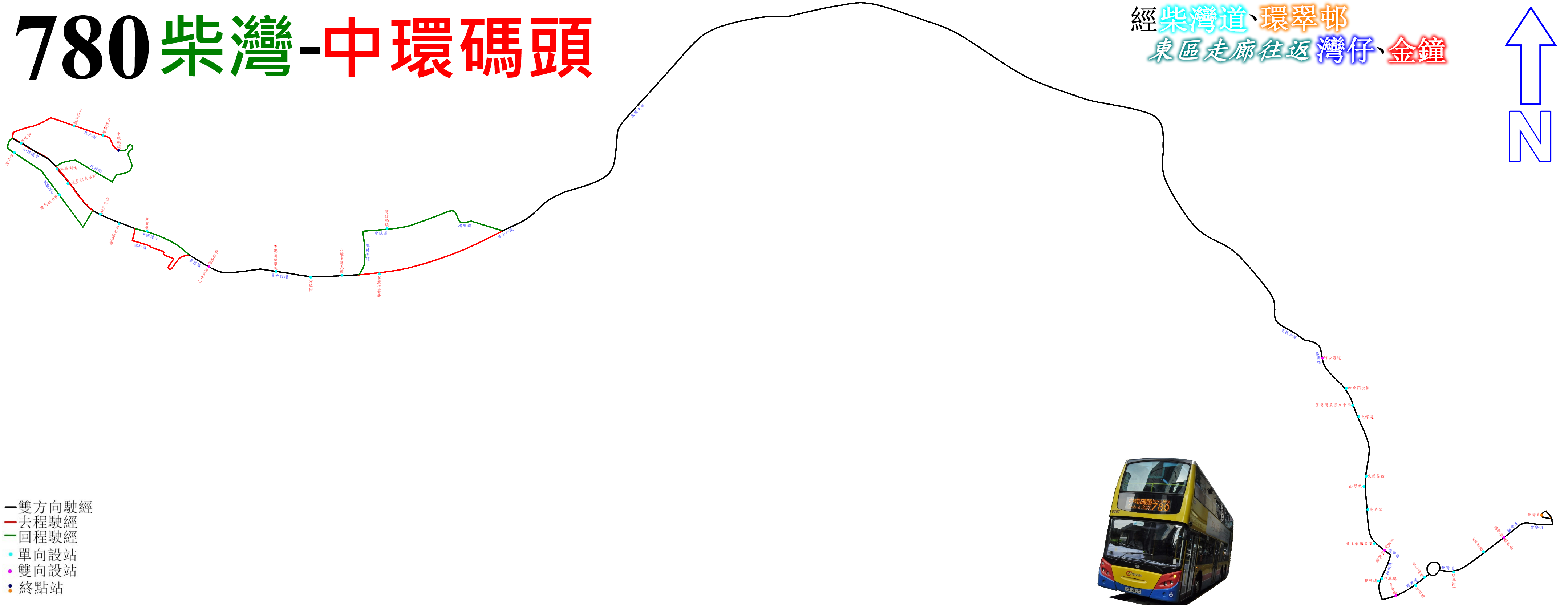
780線的走線圖

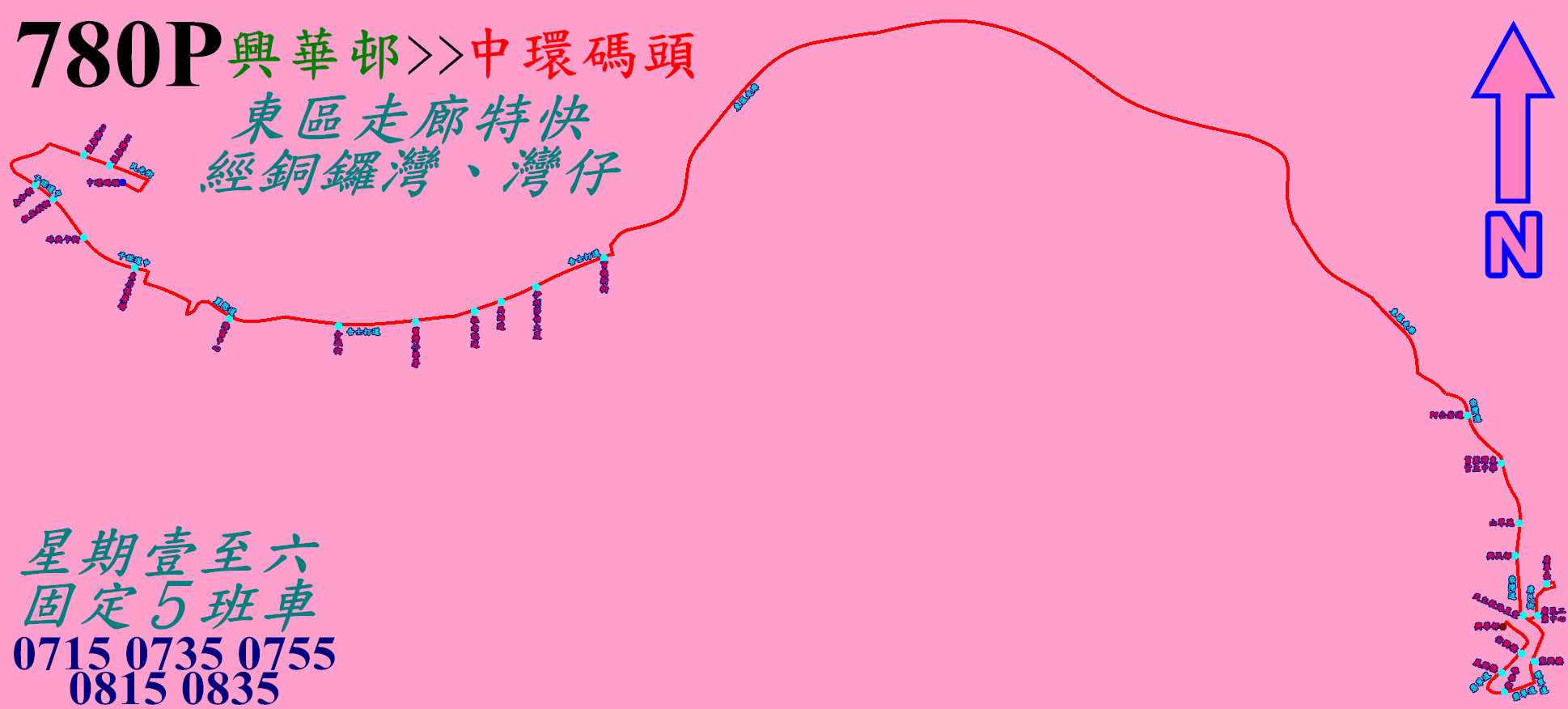
780P線的走線圖

780(P)
| 柴灣（東）(780)/興華邨 (780P)開 | 柴灣（東）(780)/興華邨 (780P)開 | 柴灣（東）(780)/興華邨 (780P)開 | 中環碼頭開 | 中環碼頭開   | 中環碼頭開         |
| 序號                            | 車站名稱                        | 位置                            | 序號       | 車站名稱     | 位置               |
| ------------------------------- | ------------------------------- | ------------------------------- | ---------- | ------------ | ------------------ |
| 1*                              | 柴灣（東）                      | 柴灣（東）巴士總站              | 1          | 中環碼頭     | 中環碼頭巴士總站   |
| 2*                              | 樂軒臺                          | 柴灣道                          | 2          | 林士街       | 德輔道中           |
| 3*                              | 環翠商場                        | 柴灣道                          | 3          | 德忌利士街   | 德輔道中           |
| #                               | 興華邨                          | 興華邨巴士總站                  | 4          | 怡和大廈     | 干諾道中           |
| #                               | 興華邨安興樓                    | 翡翠道                          | 5          | 大會堂       | 干諾道中           |
| #                               | 興華邨展興樓                    | 翡翠道                          | 6          | 政府總部     | 夏慤道             |
| #                               | 峰華邨                          | 翡翠道                          | 7          | 香港演藝學院 | 告士打道           |
| 4*                              | 環翠邨澤翠樓                    | 環翠道                          | 8          | 入境事務大樓 | 告士打道           |
| 5*                              | 興華邨卓華樓                    | 環翠道                          | 9          | 灣仔碼頭     | 鴻興道             |
| 6                               | 興華邨豐興樓                    | 環翠道                          | 10         | 阿公岩道     | 柴灣道             |
| #                               | 康翠臺                          | 康民街                          | 11         | 鯉魚門公園   | 柴灣道             |
| #                               | 康民工業中心                    | 康民街                          | 12         | 大潭道       | 柴灣道             |
| 7*                              | 興華邨裕興樓                    | 柴灣道                          | 13         | 東區醫院     | 柴灣道             |
| 8                               | 天主教海星堂                    | 柴灣道                          | 14         | 高威閣       | 柴灣道             |
| 9                               | 興民邨                          | 柴灣道                          | 15         | 康民街       | 柴灣道             |
| 10                              | 山翠苑                          | 柴灣道                          | 16         | 興華邨興翠樓 | 環翠道             |
| 11                              | 筲箕灣官立中學                  | 柴灣道                          | 17         | 興華邨卓華樓 | 環翠道             |
| 12                              | 阿公岩道                        | 柴灣道                          | 18         | 青年廣場     | 環翠道             |
| #                               | 百德新街                        | 告士打道                        | 19         | 金源洋樓     | 柴灣道             |
| #                               | 伊利莎伯大廈                    | 告士打道                        | 20         | 漁灣邨       | 柴灣道             |
| #                               | 馬師道                          | 告士打道                        | 21         | 常安街       | 柴灣道             |
| #                               | 杜老誌道                        | 告士打道                        | 22         | 柴灣（東）   | 柴灣（東）巴士總站 |
| 13                              | 舊灣仔警署                      | 告士打道                        |            |              |                    |
| 14                              | 分域街                          | 告士打道                        |            |              |                    |
| 15                              | 海富中心                        | 夏慤道                          |            |              |                    |
| 16                              | 皇后像廣場                      | 干諾道中                        |            |              |                    |
| 17                              |                                 | 干諾道中                        |            |              |                    |
| 18                              | 租庇利街                        | 干諾道中                        |            |              |                    |
| 19                              | 永和街                          | 干諾道中                        |            |              |                    |
| 20                              | 中環3號碼頭                     | 民光街                          |            |              |                    |
| 21                              | 中環5號碼頭                     | 民光街                          |            |              |                    |
| 22                              | 中環碼頭                        | 中環碼頭巴士總站                |            |              |                    |

註：
- 780P線不停有*號之車站,改停有#號之車站。

## 客量
780需繞經柴灣道，延長行車時間，非繁忙時間班次又不及港鐵，因此客量較服務小西灣的788為低。現時主要客源是來往柴灣斜及灣仔、金鐘、中環的乘客，繁忙時間班次均有機會滿座甚至頂閘。